# Герхард фон Вилденбург
Герхард фон Вилденбург (на немски: Gerhard von Wildenburg, Herr von Helpenstein; † сл. 1276) от фамилията Вилденбург на графския род Аренберги в Рейнланд-Пфалц, е господар на Хелпенщайн в Северен Рейн-Вестфалия.

## Произход
Той е син на Ото фон Капенщайн († сл. 1220) и съпругата му Кунигунда († сл. 1217). Брат е на Хайнрих III фон Арберг († 1255), бургграф на Кьолн, и на извънбрачните Фридрих, каноник в „Св. Касиус“ в Бон, и на Алайдис, абатеса на Есен. Внук е на Хайнрих II фон Арберг († сл. 1197), бургграф на Кьолн, и Мехтилд фон Зайн († сл. 1187). Правнук е на граф Герхард фон Арберг († сл. 1188), господар на Аремберг и бургграф на Кьолн (1159 – 1166/67).
Замъкът Хелпенщайн е разрушен през 1371 г.

## Фамилия
Герхард фон Вилденбург се жени за Алайдис фон Хелпенщайн († 23 юни 1309), вер. незаконна дъщеря на Хайнрих фон Хелпенщайн († 1246). Те имат децата:
- Хайнрих фон Вилденбург († 1315), господар на Капенщайн, женен за Елизабет фон Лимбург († 1307)
- Герхард
- Елизабет фон Вилденбург († сл. 25 април 1303), омъжена 1267 г. за граф Райнболд I фон Золмс-Кьонигсберг († 1279)
- Агнес фон Вилденбург († 1 януари 1271/12 март 1271), омъжена за граф Йохан фон Изенберг-Лимбург († 1277)
- Кунигунда фон Вилденбург († сл. 1301), омъжена за Йохан II фон Хамерщайн († сл. 1307), бургграф на замък Хамерщайн на Рейн и рицар.

Вдовицата му Алайдис фон Хелпенщайн се омъжва втори път сл. 1276 г. за Лудвиг II фон Рандерат († 1299) и има син Арнолд I фон Рандерат († 1330).